# Agadão
Agadão ist ein Dorf und eine ehemalige Gemeinde (Freguesia) im portugiesischen Kreis Águeda. 

## Wappen

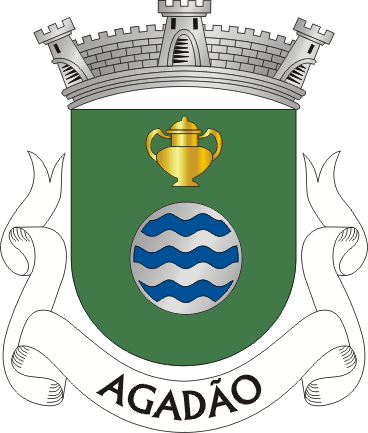
Das Wappen der ehemaligen Freguesia

In Grün ein silberner Kreis mit drei blauen Wellen über dem eine goldene zweihenklige Kanne mit Deckel schwebt.  Auf dem Schild ruht eine dreitürmige Mauerkrone. Im weißen Band am Schildfuß der Ortsname in schwarzen Buchstaben „AGADÃO“.

## Sehenswürdigkeiten
Zu den Baudenkmälern der Gemeinde gehören das Grundschulgebäude, die Brunnen- und Waschplatzanlage Fonte e lavadouro público do Caselho, die Wassermühle Moinho da Foz (auch Moinho de Rodízio), und eine Reihe Sakralbauten, darunter 
die einschiffige Gemeindekirche Igreja Paroquial de Agadão, nach ihrer Schutzpatronin auch Igreja de Santa Maria Madalena (dt.: Kirche der Heiligen Maria Magdalena). Das Gotteshaus stammt aus der zweiten Hälfte des 18. Jahrhunderts, verfügt über einen Glockenturm, und birgt im Inneren u. a. Altarretabel aus poliertem und vergoldetem Holz (Talha dourada), und Kassettendecken mit Malereien.
Folgende Bauwerke stehen in der Gemeinde unter Denkmalschutz:
- Igreja de Santa Maria Madalena
- Capela da Senhora da Paz
- Capela de Santa Bárbara
- Capela de Santo André
- Capela do Menino Jesus
- Moinho de Rodízio bzw. Moinha da Foz
- Fonte e lavadouro público do Caselho
- Escola Primária de Agadão bzw. Escola do Ensino Básico de Agadão

## Verwaltung

### Die ehemalige Gemeinde
Agadão war Sitz einer gleichnamigen Gemeinde (Freguesia) im Kreis (Concelho) von Águeda. In der Gemeinde Agadão lebten auf einer Fläche von 39 km² 380 Einwohner (Stand 30. Juni 2011).
Folgende Ortschaften gehörten zur Gemeinde:
| - Alcafaz - Bertufo - Caselho - Felgueira - Foz | - Guistola - Guistolinha - Lázaro - Lomba - Lousa | - Povinha - Sobreira - Vila Mendo - Boa Aldeia - Corga da Serra |

Am 29. September 2013 wurden die Gemeinden Agadão, Belazaima do Chão und Castanheira do Vouga zur neuen Gemeinde União das Freguesias de Belazaima do Chão, Castanheira do Vouga e Agadão zusammengefasst.

### Bevölkerungsentwicklung
| Einwohnerzahl der Gemeinde Agadão (1960–2011) | Einwohnerzahl der Gemeinde Agadão (1960–2011) | Einwohnerzahl der Gemeinde Agadão (1960–2011) | Einwohnerzahl der Gemeinde Agadão (1960–2011) | Einwohnerzahl der Gemeinde Agadão (1960–2011) | Einwohnerzahl der Gemeinde Agadão (1960–2011) | Einwohnerzahl der Gemeinde Agadão (1960–2011) | Einwohnerzahl der Gemeinde Agadão (1960–2011) | Einwohnerzahl der Gemeinde Agadão (1960–2011) |
| --------------------------------------------- | --------------------------------------------- | --------------------------------------------- | --------------------------------------------- | --------------------------------------------- | --------------------------------------------- | --------------------------------------------- | --------------------------------------------- | --------------------------------------------- |
| 1960                                          | 1970                                          | 1976                                          | 1979                                          | 1981                                          | 1991                                          | 2001                                          | 2011                                          |                                               |
| 874                                           | 672                                           | 756                                           | 727                                           | 643                                           | 587                                           | 496                                           | 380                                           |                                               |